# 무지개송어
무지개송어(학명: Oncorhynchus mykiss)는 연어과 송어류에 속하는 민물고기로, 태평양으로 통하는 아시아와 북아메리카의 찬물 수계에 주로 서식한다.
비늘이 무지개 색이고, 등 윗부분에 불규칙적인 검은색 반점이 모여 있다. 송어와 함께 식용으로 양식된다.
대한민국에서는 1965년부터 미국에서 수입하였는데, 그 이유는 주민들의 식생활 향상을 위한 것이었다.